# 大城のぼる
大城 のぼる（おおしろ のぼる、1905年10月25日 - 1998年5月26日）は、日本の昭和・平成期の漫画家、イラストレーター。本名：栗本 六郎（くりもと ろくろう）。代表作である『火星探険』は日本におけるSF漫画の先駆として、大きな影響を与えた。

## 来歴
東京府東京市芝区（現在の東京都港区）白金出身。職業を転々としたが、講談社『少年倶楽部』への投稿をきっかけに1931年（昭和6年）『学年別童話漫画』（元文社）で漫画家デビュー。1933年（昭和8年）から、中村書店より『愉快な探険隊』、『チン太二等兵』、『愉快な鉄工所』など多くの作品を発表。1940年（昭和15年）発表の『火星探険』（旭太郎〈小熊秀雄のペンネーム〉原作）は手塚治虫、小松左京、松本零士、筒井康隆らに影響を与えたSF漫画の先駆的作品とされる。
「大城のぼる」という筆名は、漫画家デビューの直前、復元された大阪城天守閣を見学に訪れた際に、ふと思い浮かんだものという。
戦時中仕事が減少し、1945年5月の東京大空襲で焼け出されたこともあって満蒙開拓団に参加し、その後、持永只仁の紹介で満洲映画協会に入社するが、ソ連軍の侵攻に遭って引き揚げている。
戦後の作品には『少女白菊』、『新州天馬侠』（吉川英治原作）、『戦国鉄覆面』、『ロケットパンチスター』などがある。『少女白菊』は細密な描写や映画を意識したカメラアングルなどを用い、劇画の先駆的な表現が見られる。また、赤本や貸本漫画のカバーイラストを多数手がけ、『UTOPIA 最後の世界大戦』（足塚不二雄）も大城がカバーを手がけた作品の一つである。
1962年頃に漫画家を引退。
1998年5月26日、肺炎のため死去した。
2013年現在、『火星探険』『汽車旅行』『愉快な鉄工所』が小学館クリエイティブの復刻版で入手可能となっている。

## 作品リスト
- 『愉快な探険隊』中村書店〈ナカムラ・マンガ・ライブラリー1〉、1933年。松本零士編『少年小説大系 別巻 3 少年漫画傑作集 1』三一書房、1993年5月、所収。ISBN 4-380-93547-7
- 『チン太二等兵』中村書店〈ナカムラ・マンガ・ライブラリー 2〉、1933年。
- 『しろちび水兵』中村書店〈ナカムラ・マンガ・ライブラリー 3〉、1933年。
- 『人造人間のピン坊』中村書店〈ナカムラ・マンガ・ライブラリー 67〉、1938年。
- 『火星探険』（旭太郎原作）中村書店、1940年5月。復刻版、晶文社、1980年8月。透土社、2003年1月。ISBN 4-924828-79-3 小学館クリエイティブ、2005年3月。ISBN 4-7780-3009-5
- 『愉快な鐵工所』中村書店〈ナカムラ絵叢書〉、1941年。復刻版、名著刊行会〈初版複刻日本名作漫画館〉、1981年5月。小学館クリエイティブ、2005年6月。ISBN 4-7780-3011-7
- 『汽車旅行』二葉書房、1941年。復刻版、小学館クリエイティブ、2005年3月。ISBN 4-7780-3010-9 竹内オサム編『少年小説大系 別巻 1 少年漫画集』三一書房、1988年3月、所収。
- 『やじきた膝栗毛』太平洋文庫〈漫画全集19〉、1953年8月[7][8]。
- 『少女白菊』集英社〈おもしろ文庫 55〉[9]、1954年9月。
- 『新州天馬侠』（吉川英治原作）集英社〈おもしろ漫画文庫 89〉、1955年6月。
- 『戦国鉄覆面』兎月書房〈おもしろ長編漫画 15〉、1957年6月。
- 『ロケットパンチスター』（『小学六年生』付録）小学館、1959年1月。

### 漫画以外の著作
- 大城のぼる; 手塚治虫; 松本零士『OH! 漫画』晶文社、1982年。 - 手塚治虫、松本零士との鼎談。のち『手塚治虫対談集 2』（講談社〈手塚治虫漫画全集 MT390 別巻8〉、1997年。ISBN 4-06-175990-6）に再録。